# The Gaze of the Gorgon
The Gaze of the Gorgon é um filme-poema criado em 1992 pelo poeta inglês e dramaturgo Tony Harrison, que examina a política de conflito no século XX usando a Górgona e seu petrificante olhar como uma metáfora para as ações das elites durante as guerras e outros crises e a resposta silenciosa e a apatia que esses eventos traumáticos geram entre as massas aparentemente petrificadas pelas modernas Górgonas, olhando para elas a partir de frontões construídos pelas elites.
O verso-documentário tem como objetivo descrever os "horrores e atrocidades indescritíveis do século XX" através do paradigma da Medusa e foi transmitido pela BBC-2 em outubro de 1992. Segundo os críticos literários, o trabalho de Harrison atua como um espelho através do qual o público pode olhar para os horrores sem se petrificar. O vídeo-poema foi descrito como a "lira certa para o século XX".
A narração do filme é feita através da boca de uma estátua do poeta judeu Heinrich Heine, que Kaiser Wilhelm II havia retirado do palácio Achilleion em Corfu depois que ele assumiu a propriedade da Imperatriz Elisabeth da Áustria. O filme descreve a conexão entre Heine, o Górgona de Corfu e o Kaiser Wilhelm II, que tinham uma obsessão pela Górgona. Harrison também publicou um livro de poesia baseado no mesmo conceito. A versão do livro recebeu o Prêmio Whitbread de Poesia.

## Contexto histórico

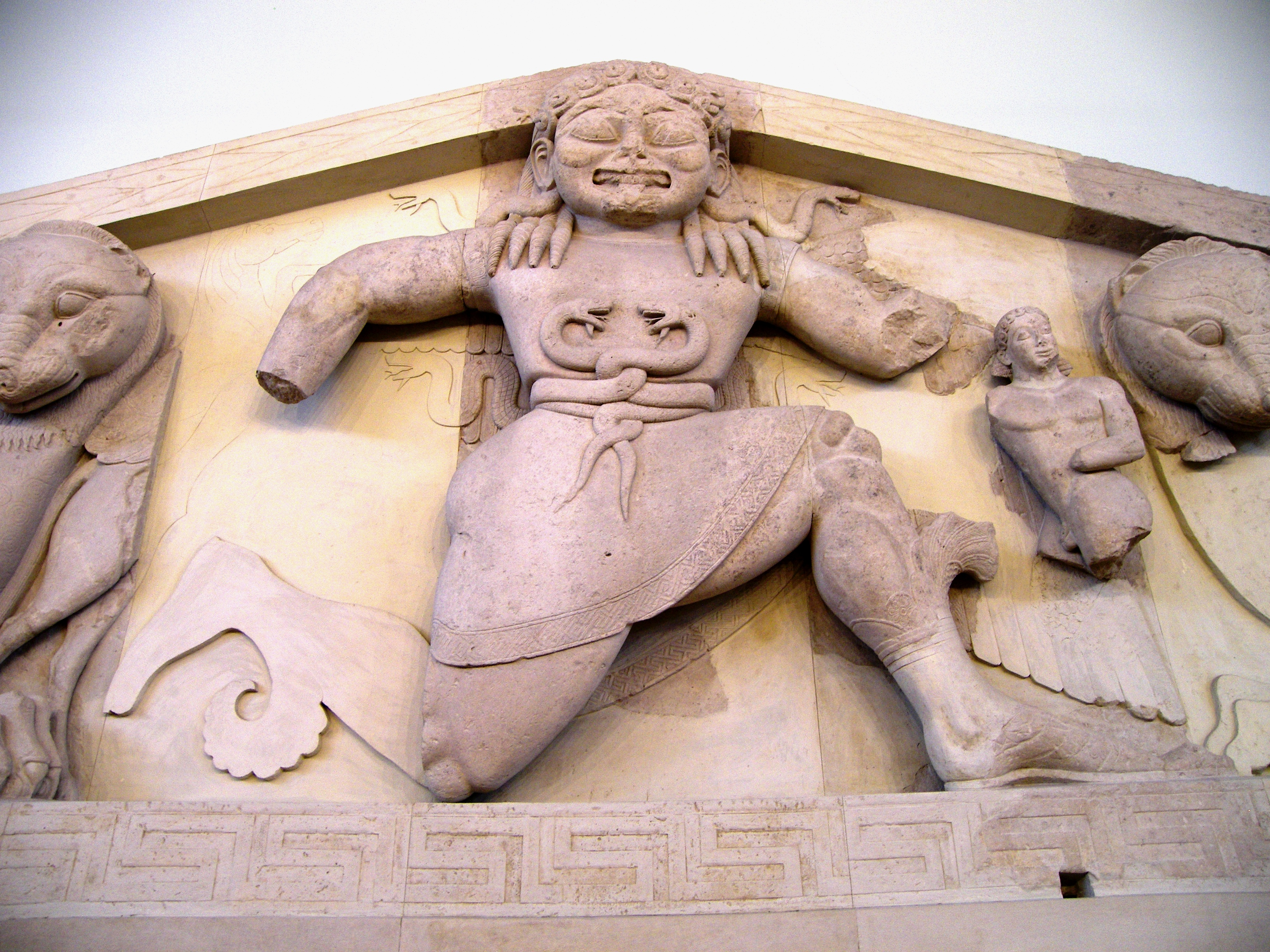
A Górgona no frontão do templo de Ártemis, em Corfu, uma obsessão ao longo da vida do Kaiser

Kaiser Wilhelm II havia desenvolvido uma "obsessão ao longo da vida" com a escultura da Górgona, que é atribuída a seminários sobre arqueologia grega que o Kaiser assistiu enquanto estava na Universidade de Bonn. Os seminários foram ministrados pelo arqueólogo Reinhard Kekulé von Stradonitz, que mais tarde se tornou conselheiro do Kaiser. O Kaiser, enquanto residia em Achilleion e enquanto a Europa se preparava para a guerra, esteve envolvido em escavações no local do antigo templo de Ártemis em Corfu.
Em 1911, o Kaiser, juntamente com o arqueólogo grego Federiko Versakis, em nome da Sociedade Arqueológica Grega, e o famoso arqueólogo alemão Wilhelm Dörpfeld, em nome do Instituto Arqueológico Alemão, iniciaram escavações no templo Artemis de Corfu. As atividades do Kaiser em Corfu na época envolviam questões políticas e arqueológicas. As escavações envolveram manobras políticas devido ao antagonismo que havia se desenvolvido entre os dois principais arqueólogos no Templo de Corfu.
O Kaiser, ao assumir a propriedade do Achilleion, também removeu a estátua do poeta judeu Heinrich Heine, que a imperatriz Elisabeth havia instalado no palácio porque o Kaiser detestava o poeta judeu que ele considerava democrata e, portanto, radical e subversivo.
Harrison usou esses fatos históricos como pano de fundo para seu verso-documentário.

## Enredo

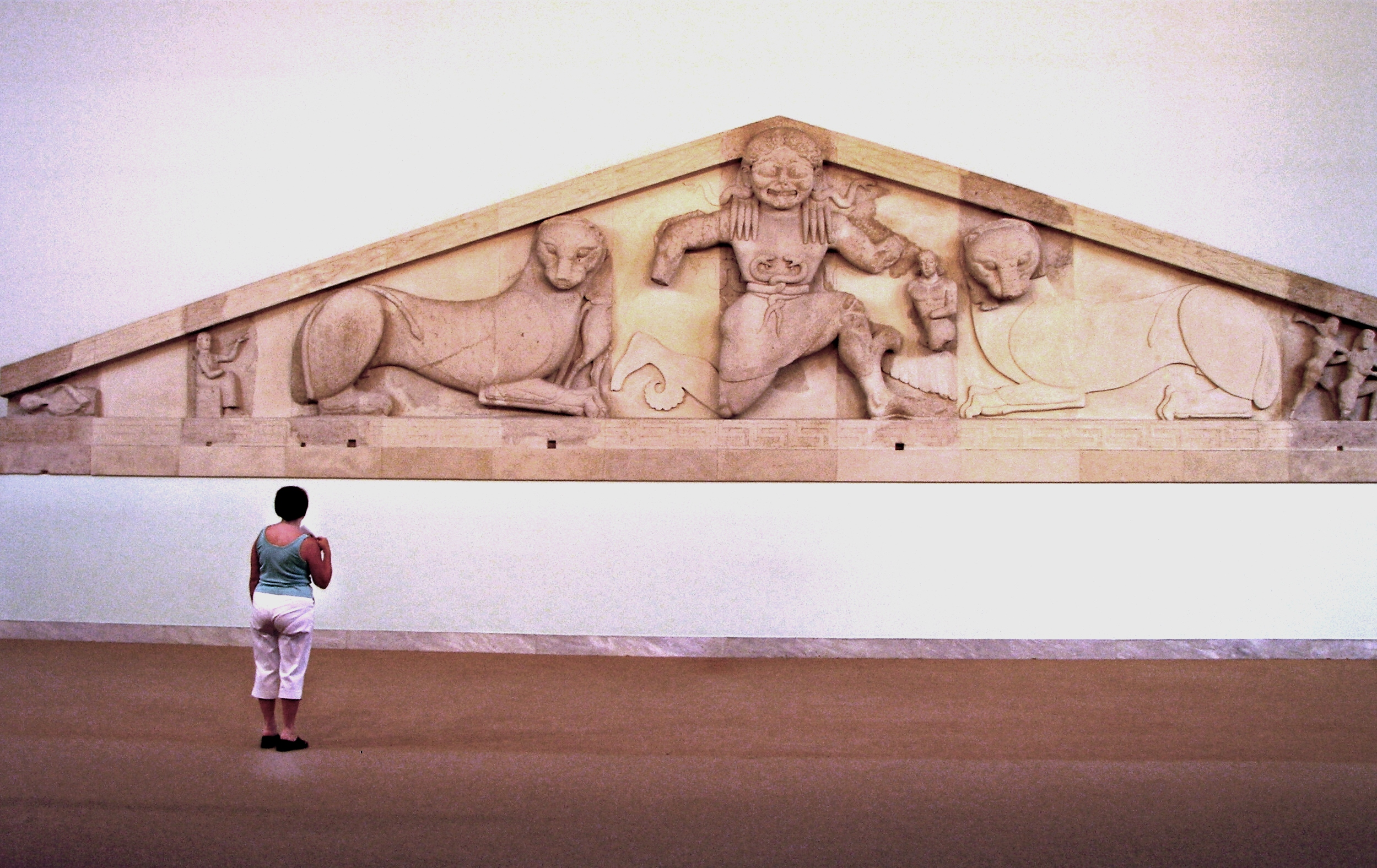
O frontão completo da Górgona

Em um artigo escrito para o The Guardian Harrison afirmou que "as estátuas são uma das maneiras pelas quais tento testar as tradições da cultura européia contra as forças destrutivas mais modernas", e essa é a razão pela qual ele usou a estátua de Heine como porta-voz do The Gaze of the Gorgon.
No filme-poema, Harrison representa o Kaiser como um arqueólogo erudito que está fazendo escavações em Corfu, tentando desenterrar o frontão Gorgon do local onde estavam situadas as ruínas do Templo Artemis de Corfu. Harrison combina a situação real de Heine de ter que deixar sua terra natal na Alemanha com o despejo da estátua de Heine do Corfu Achilleion e cria um fio comum para seu poema cinematográfico, fazendo a estátua de Heine percorrer a Europa e mudar de um lugar europeu para outro. outro entregando a narração do filme através da boca petrificada da estátua de Heine. In the film, the narrative of the poem begins as follows:
...o que Kaiser estava fazendo? Escavando em Corfu, o estudioso Kaiser, sob o cheiro de frontão do templo perdido há muito tempo, não enche trincheiras, escavando as trincheiras onde a Górgona está esperando lá nas trincheiras para supervisionar a revelação dos olhos da Górgona.
Harrison usa o mito do olhar petrificante da Górgona para analisar os elementos comuns das atrocidades relacionadas à guerra do século XX e para demonstrar que os crimes de guerra dos governos ou as falhas sociais do sistema capitalista transcendem os períodos históricos e eles têm o elemento comum de transformar indivíduos e sociedades em pedras metafóricas, como demonstrado por sua apatia, inflexibilidade e intolerância. Ele então usa essa metáfora para criticar sistemas e sociedades desde o tempo de Kaiser até a era moderna. Suas críticas abrangem eventos abrangentes como a Primeira Guerra Mundial, a Segunda Guerra Mundial e a Guerra do Golfo. Também inclui fanatismo de direita e fanatismo em toda a Europa. No final do filme, a estátua de Heine finalmente chega ao seu local de descanso final em Toulon, na França.
Harrison conclui seu poema de filme de 1992, propondo que, na cúpula da União Européia de 1994 em Corfu, a estátua de Heine seja devolvida ao Corfu Achilleion, onde os líderes europeus realizaram suas reuniões, a tempo de assumir a presidência da nova Europa para que a UE possa manter os olhos abertos:.
Em breve, em 1994,
 neste palácio a Grécia começa a restaurar,
 neste antigo retiro do Kaiser
 Os chefes de estado da Europa se reunirão,
..Então, para comemorar esse encontro
de estadistas da ECU em Corfu
Eu proponho que naquele ano
eles trazem o dissidente de volta aqui
e manter a nova Europa de olhos abertos
eles deixaram o poeta de mármore presidir

## Análise e recepção
O livro Witness and Memory: The Discourse of Trauma menciona que Harrison aponta para a resposta silenciosa do mundo ocidental aos eventos traumáticos durante a Guerra do Golfo como uma indicação do efeito petrificante do olhar da Górgona. Segundo o livro, Harrison afirma que o efeito paralisante do olhar da Górgona provoca guetos, genocídio e gulags. O livro também menciona que, durante a Guerra do Golfo, os frontões [da Górgona] se transformaram em aço e os olhos da Górgona são as rodas dos tanques que tornam todos os "seus devotos rígidos olhando fixamente para eles do friso do templo".
O livro então compara o filme de Harrison ao trabalho de Primo Levi The Drowned and the Saved, onde Levi menciona aqueles que viram a Górgona e eles nunca foram capazes de voltar vivos e os chama de "verdadeiras testemunhas" que poderiam autenticamente testemunhar sobre os horrores de abuso em comparação com aqueles que sofreram, mas pelo menos foram capazes de sobreviver aos campos de extermínio e que ele considera não testemunhas verdadeiras.
No livro Tony Harrison and the Holocaust, o filme de Harrison é chamado de "lira" certa, isto é, instrumento para descrever os eventos do século XX e é visto como uma "ponte entre o Holocausto e a Medusa". Continua que, como Harrison escolheu o termo "lira" para descrever seu trabalho, sabendo que seu trabalho seria feito para um público de televisão, deve ser que ele acredite que apenas "a televisão possa atrair um público contemporâneo de massa para um teatro radical de atrocidade. "e que sua escolha do termo também mostra" sua autoconfiança artística".
O Routledge Guide to Modern English Writing: Britain and Ireland menciona que o "longo poema televisionado de Harrison produzido após a Guerra do Golfo mostrou que a energia e a criatividade de Harrison estão constantemente desenvolvendo" um fato que "o torna acessível e emocionante".
English Social and Cultural History: An Introductory Guide and Glossary mencionam que Harrison também foi chamado de "poeta da Górgona" por causa deste trabalho.
Lorna Hardwick afirma que o trabalho de Harrison permite contemplar os horrores sem se apegar à pedra, e essa é sua conquista como "poeta público". Ela menciona que Harrison usa as metáforas gregas antigas para criar uma arte que pode trazer redenção "segurando um espelho ao horror".
Canadian Poetry comenta que Harrison "usa dois monumentos, um antigo 'frontão... com uma gigantesca Górgona' e uma "estátua de mármore do dissidente poeta judeu alemão" Heinrich Heine para enfrentar o legado de Kaiser William II no século XX".
Robert Winder, editor literário do The Independent comenta que Harrison usa uma "persistente e deliciosa mistura de tons altos e baixos" para transmitir "a odisseia empreendida pela estátua do poeta alemão Heinrich Heine" e considera uma "boa ideia" porque "a Górgona transforma até poetas em pedra".
Professor Roger Griffin Departamento de História Oxford Brookes University em seu artigo The palingenetic political community: rethinking the legitimation of totalitarian regimes in inter-war Europe, chama o filme-poema de Harrison de "magnífico" e comenta que ele está tentando dizer a sua audiência: "Para evitar cair presa a miragem coletiva de uma nova ordem, para ficar bem acordado, enquanto outros sucumbem à lete da mente de grupo, para resistir ao olhar das Górgonas modernas".
Harriet L. Parmet, no jornal de Holocaust and Genocide Studies, diz que em seu livro, Tony Harrison and the Holocaust, Antony Rowland observou que "em The Shadow of Hiroshima e The Gaze of the Gorgon, Harrison articulou uma resposta aos eventos de 1933-45".
Peter Robinson, da Universidade de Hull, analisando o trabalho de Harrison, escreve que Harrison, em seu filme-poema, segue a dicção de Nietzsche de que "a arte nos obriga a contemplar o horror da existência, mas sem ser transformado em pedra pela visão". Usando seu verso-documentário, Robinson continua, Harrison está tentando forçar seu público, através de sua arte, a não se afastar dos horrores e atrocidades que, de outra forma, os levariam a tentar evitá-los e esquecê-los. Ao fazer isso, ele está tentando tornar esses eventos memoráveis através da arte e, portanto, ajuda as pessoas a não esquecer os horrores e atrocidades que são parte integrante de sua memória comum e, portanto, essenciais para uma vida que vale a pena ser vivida.
Robinson escreve que Harrison alcança sua audiência mesmo quando os espectadores querem se afastar da tela da TV porque não conseguem suportar olhar para os horrores retratados. Harrison consegue isso por causa da narração contínua de seu poema, que atinge seu público através de seus ouvidos, ajudando-os, através de sua arte, a absorver os eventos e torná-los parte de sua memória coletiva. Harrison é inspirado pelos gregos que, através de sua visão trágica, querem "sempre continuar procurando, continuando cantando".
Sandie Byrne escreve que Harrison pode estar indicando uma saída para a Europa que poderia permitir à UE escapar do olhar da Górgona, mas ela observa que, mesmo assim, é apenas uma sugestão provisória por parte de Harrison e depende de uma estátua assumindo a UE. presidência.